# Miquel Gil i Bonancia
Miquel Gil i Bonancia (El Perelló, Baix Ebre, 1915 - Sant Gregori, 21 de maig de 1995) fou un periodista, escriptor, crític d'art i esportista.

## Biografia
Miquel Gil nasqué al Perelló, però la seva família es traslladà a Girona quan aquest tenia sis anys d'edat. De jove, destacà en la pràctica de l'atletisme i assolí, l'any 1935, el títol de Campió de Catalunya de salt d'alçada. Va ser un dels socis més antics del GEiEG i fou el soci fundador de la piscina de Girona. Va ser, doncs, de la mà de l'esport, que entrà en el món del periodisme, ja que els seus primers escrits foren publicats a les pàgines del butlletí del grup.
L'any 1939, començà a treballar activament en diversos programes de Ràdio Girona, sobretot escrivint guions i fent cròniques ciutadanes d'esport i d'art. Allí hi treballà fins al 1951. Aquell mateix any, entrà a formar part de la redacció del diari Los Sitios de Gerona, en el qual seguí vinculat fins al ja reconvertit Diari de Girona. Hi treballà com a redactor fins a la seva jubilació laboral i, posteriorment, com a col·laborador. Fou impulsor de la secció Gironins del Dominical del diari, on feia entrevistes cada setmana. L'última entrevista fou publicada el 2 d'abril de 1995, així doncs, mantingué la seva activitat periodística fins a l'últim moment. També fou redactor en cap de la Revista de Girona, corresponsal gironí de la Hoja del Lunes de Barcelona, col·laborador de La Vanguardia, i participà en la preparació i el naixement del setmanari Presència, del qual en suggerí el nom. A més, Gil escrigué diversos llibres sobre l'art i el periodisme a les comarques gironines.

En la seva faceta com a comentarista d'art, es relacionà amb importants figures de l'art i de la literatura, com Salvador Dalí i Josep Pla. També, hi mantingué una estreta relació d'amistat, com ara amb els arqueòlegs Lluís Pericot i Miquel Oliva, o amb el cineasta Antoni Varés, qui el convertí en protagonista d'un dels seus films, Salakophades, del 1937. En reconeixement d'allò que sentien els artistes pel periodista gironí, l'any 1993, s'aplegaren trenta-vuit artistes plàstics de diverses tendències i estils per dedicar-li un homenatge. Aquest, es materialitzà en una exposició que va tenir lloc a la Fontana d'Or i en l'edició d'un llibre antològic de les seves crítiques, il·lustrades amb obres executades pels mateixos artistes, de títol La ploma dels pinzells gironins. En paraules del pintor Isidre Vicens: 
«[Miquel Gil] ha presentat els pintors de Girona i de l'estranger com a persones humanes, i no simplement com a artistes.»
Més endavant, a principis del 1995, fou homenatjat per la seva llarga trajectòria en un acte promogut pels seus companys de la Demarcació de Girona el Col·legi de Periodistes de Catalunya.

## Obra seleccionada
- Lluís Carbonell: disseny, diorama, dibuix, gravat, escultura, pintura. Olot: Alzamora, 1988 (ISBN 84-86377-50-1)
- 50 anys de Ràdio Girona: 1933-1983. Figueres: Carles Vallès (Art-3), 1990 (ISBN 84-85874-38-2)
- Els rellotges de sol. Girona: Diputació de Girona, Caixa de Girona, 1991 (ISBN 84-86377-85-4)
- La ploma dels pinzells gironins: Homenatge a Miquel Gil Bonancia. Girona: Caixa de Girona, 1993 (ISBN 84-8067-017-7)
- Bolados efervescents. Figueres: Edicions Brau, 1994 (ISBN 978-84-88589-13-2)